# 김승대
김승대(金承大, 1991년 4월 1일 ~ )는 대한민국의 축구 선수로 현재 K리그1 대전 하나 시티즌에서 센터포워드, 공격형 미드필더, 중앙 미드필더로 활동 중이며 2014년 아시안 게임 금메달리스트이다.

## 클럽 경력
김승대는 포항 스틸러스 유소년 팀 산하의 포항제철동초등학교, 중학교, 고등학교 축구부를 거쳤으며, 2010 K리그 드래프트에서 포항 스틸러스에 우선지명되었다. 이후 영남대학교에 진학하였다가, 2013년에 포항 스틸러스에 입단하였다.
3월 13일 AFC 챔피언스리그 2013 조별리그 2차전 FC 부뇨드코르와의 원정 경기에서 선발 출전하며 데뷔하였고, 당시 팀은 어린 선수 위주로 출전 명단이 꾸려졌음에도 불구하고 우즈베키스탄 원정에서 2:2 무승부를 기록하며 주목 받았다. K리그에서는 17일, 3라운드 수원 삼성 블루윙즈와의 경기에서 후반 40분 교체 투입되며 처음으로 그라운드를 밟았고, 6라운드 경남 FC와의 경기에서 처음으로 선발 출전하였다. 그리고 7월 3일 FC 서울과의 경기에서 후반 42분 고무열의 결승골을 어시스트하며 데뷔 첫 도움을 기록하였다. 여름을 지나며 팀의 주축인 신진호가 임대 이적하고 황진성이 부상을 입는 악재 속에 김승대는 그 자리를 훌륭히 메우며 화려하게 조명 받았다. 특히 전북 현대 모터스와의 스플릿 첫 경기에서는 포항의 선제골과 두 번째 골에 관여하며 팀의 3:0 승리를 견인하였다.
그리고 FA컵 2013, 전북 현대 모터스와의 결승전에서는 전반 24분 선제골을 넣으며 데뷔 후 첫 골을 기록하였고, 그의 활약에 힘입어 포항 스틸러스는 FA컵 2013 우승을 차지하였다. 이후 이어진 리그 경기에서도 활약을 이어갔으며, 특히 11월에 열린 네 경기에서 3골 3도움을 기록하는 활약으로 팀의 연승행진을 이끌며 K리그 클래식 2013 우승을 일구어냈다.
2014 시즌에는 특히 동료 이명주와의 호흡이 빛을 발하며 K리그 클래식 5경기 연속골을 포함하여 10골 8도움이라는 빼어난 활약을 펼쳐 보였다. AFC 챔피언스리그에서도 8경기에서 5골을 기록하며 포항의 8강행을 이끌었다. 이러한 활약으로 2014 K리그 시상식에서 영플레이어상을 수상하였다. 이로써 포항은 3년 연속 영플레이어상 수상자를 배출하였다.
2015년 12월 8일 중국 슈퍼리그 옌볜 푸더로 이적하였다.
2017년 7월 12일 1년 7개월 만에 친정팀인 포항에 복귀하였다. 하지만, 복귀 다섯 경기 만인 8월 6일 전남전에서 퇴장당하며 VAR 관련 발언을 한 것에 대해 5경기 추가 징계를 받았고, 10월 8일 열린 수원전에서야 다시 그라운드에 나설 수 있었다. 14일 인천전에서 전반 11분 포항 복귀 골을 터트렸다.
2019년 6월 30일 전북을 상대로 완델손의 득점에 도움을 기록하며 152경기만에 K리그 통산 49번째 30-30 클럽에 가입했다.
7월 15일 FA를 6개월 남겨두고 전북 현대 모터스로 이적 하였다. 20일 FC 서울과의 경기에서 전북 이적 후 첫 득점을 기록했다.
2020 시즌을 앞두고 강원 FC로 임대이적했다. 5월 10일에 열린 FC 서울과의 경기에서 강원 입단 이후 첫 골을 기록했다.
2022년 3월, 2년 반 만에 친정팀인 포항으로 복귀하였다.

## 국가대표팀 경력
2010년 UAE 4개국 친선 대회를 위한 U-19 대표팀에 소집되었으며, 1차전 독일과의 경기와 2차전 이집트와의 경기에서 후반 교체투입되었다.
2014년 6월 1일, 인천아시아드주경기장 개장 경기이자 2014 아시안 게임을 위한 평가전으로 열린 대한민국 U-23과 쿠웨이트와의 친선 경기에 선발 출전하였으며, 전반 20분 선제골을 기록하였다. 8월 14일 발표된 2014년 아시안 게임에 출전하는 U-23 대표팀 최종 엔트리에 이름을 올렸다. 조별 리그 세 경기 연속 골을 넣는 등 활약을 펼쳐 28년 만의 아시안 게임 금메달 획득에 기여하였다.
2014년 10월, 울리 슈틸리케 감독이 이끄는 A매치 2연전을 앞두고 생애 최초로 국가대표팀에 발탁되었으나 경기에 나서지 못하였고, 같은 해 12월에는 다음 달 열리는 2015년 AFC 아시안컵을 앞둔 제주도 전지훈련에 소집되었으나 부상으로 낙마하였다. 7월 20일 발표된 2015 동아시안컵 최종 명단에 포함되었다. 중국과의 대회 1라운드에서 A매치 데뷔전 데뷔골을 기록하였다.
2018년 1월, 국내파 튀르키예 전지훈련인 몰도바, 자메이카, 라트비아와의 3연전 경기명단에 포함되면서 2년 8개월만에 국가대표에 복귀했다. 그리고 1차전인 몰도바전에 선발출장하여 70분간 부지런히 뛰어다니며 긍정적인 평가를 받았다.
그러나 2차전인 자메이카전에는 결정적인 찬스를 무산시키며 많은 비난을 받았다.
2018년 10월 1일에 우루과이전, 파나마전에 출전할 벤투호 처음으로 명단에 포함되면서 대한민국 축구 국가대표팀 명단에  발탁되었으나, 경기에는 출전하지 못하였다.

## 그 외
김승대는 포항 시절부터 함께한 손준호의 여동생과 결혼하여 손준호와 한 식구가 되었다.

## 경력 통계

### 클럽 기록
2020년 10월 4일 기준
| 국가리그      | 클럽             | 시즌 | 리그 | 리그 | 국내 FA컵 | 국내 FA컵 | 대륙 대회 | 대륙 대회 | 통산 | 통산 |
| 국가리그      | 클럽             | 시즌 | 출장 | 득점 | 출장      | 득점      | 출장      | 득점      | 출장 | 득점 |
| ------------- | ---------------- | ---- | ---- | ---- | --------- | --------- | --------- | --------- | ---- | ---- |
| K리그 클래식  | 포항 스틸러스    | 2013 | 21   | 3    | 3         | 1         | 2         | 0         | 26   | 4    |
| K리그 클래식  | 포항 스틸러스    | 2014 | 30   | 10   | 2         | 0         | 8         | 5         | 40   | 15   |
| K리그 클래식  | 포항 스틸러스    | 2015 | 34   | 8    | 3         | 0         | -         | -         | 37   | 8    |
| 중국 슈퍼리그 | 연변 FC          | 2016 | 30   | 8    | -         | -         | -         | -         | 30   | 8    |
| 중국 슈퍼리그 | 연변 FC          | 2017 | 6    | 1    | -         | -         | -         | -         | 6    | 1    |
| K리그 클래식  | 포항 스틸러스    | 2017 | 11   | 2    | -         | -         | -         | -         | 11   | 2    |
| K리그 클래식  | 포항 스틸러스    | 2018 | 38   | 8    | 0         | 0         | -         | -         | 38   | 8    |
| K리그 클래식  | 포항 스틸러스    | 2019 | 20   | 3    | 0         | 0         | -         | -         | 20   | 3    |
| K리그 클래식  | 전북 현대 모터스 | 2019 | 11   | 1    | 0         | 0         | -         | -         | 11   | 1    |
| K리그 클래식  | 강원 FC (임대)   | 2020 | 20   | 2    | 1         | 0         | -         | -         | 21   | 2    |
| 통산          | 통산             | 통산 | 221  | 46   | 9         | 1         | 10        | 5         | 240  | 52   |

### 국가대표팀 득점 기록
| # | 경기일     | 경기장소               | 상대팀         | 득점  | 결과  | 비고            |
| - | ---------- | ---------------------- | -------------- | ----- | ----- | --------------- |
| 1 | 2015/08/02 | 중국, 우한 스포츠 센터 | 중화인민공화국 | 1 – 0 | 2 – 0 | 2015 동아시안컵 |

## 수상 내역

### 국가대표
- 아시안 게임
  - 2014년 아시안 게임 남자 축구 금메달
- EAFF E-1 풋볼 챔피언십
  - 2015, 2019 우승

### 클럽

#### 포항 스틸러스
- K리그1
  - K리그 클래식 2013 우승
- FA컵
  - FA컵 2013,  FA컵 2023 우승

#### 전북 현대 모터스
- K리그1
  - K리그1 2019 우승

### 개인
- 2014년 K리그 영플레이어상
- 2018년 K리그 특별상(전 경기 전 시간 출장)